# 2016年香港立法會選舉相關事件
本條目記敍與2016年香港立法會選舉有關的事件。

## 部份本土派人士被褫奪參選權

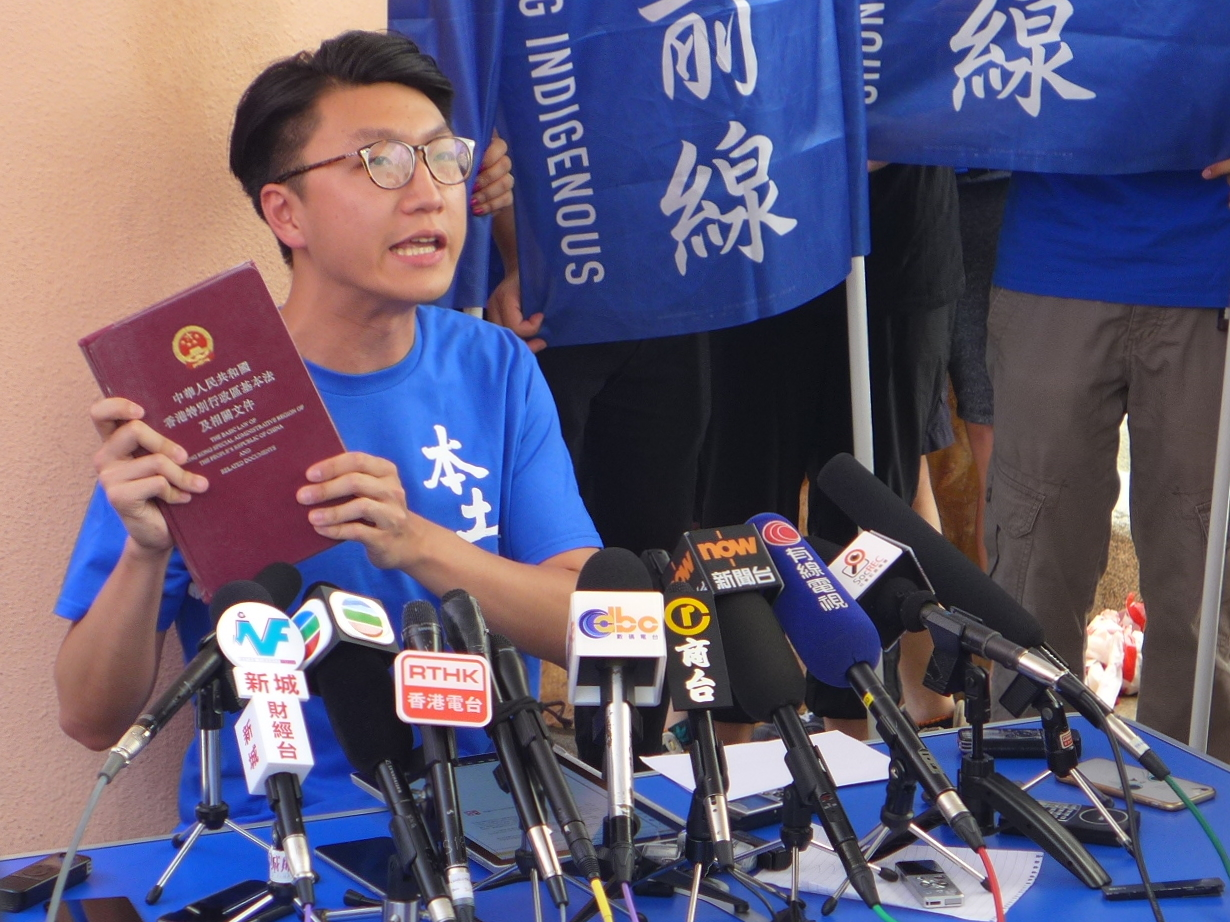
梁天琦於7月23日召開記者會，表示已去信選管會要求將回覆限期延後，並正徵詢法律意見。選舉主任最終於8月2日以不信納他真心擁護《基本法》為由，褫奪其參選權。

由於香港受《中英聯合聲明》承諾保障「生活方式不變」只剩下30年，是次選舉為1997年後首次有候選人聚焦香港2047年前途問題，方案包括：香港獨立、永續基本法、香港回歸英國、由中國政府修憲延續一國兩制及公投自決前途等。
7月16日，選舉管理委員會突然發出通知要求參選人於遞交表格時額外簽署一份聲明文件。當中特別列明參選人須擁護3條《基本法》條文，包括第1條、第12條及第159(4)條，內容分別為香港特區是中華人民共和國不可分離的部份、香港特區是中華人民共和國一個享有高度自治權的地方行政區域，直轄於中央人民政府，及《基本法》若有任何修改，均不得與中華人民共和國對香港既定的基本方針政策相牴觸，並警告簽署人一旦作虛假聲明須負刑責。全體建制派簽署新增確認書，泛民主派則集體不簽署。唯獨本土派人士不論有否簽署，多個參選人包括梁天琦、鄭錦滿、陳浩天、中出羊子及賴綺雯其後陸續收到選舉主任發出的電郵，根據媒體報導及Facebook帖文要求他們回答對主張及推動香港獨立、香港建國及香港歸英的立場，以讓選舉主任決定提名是否有效。結果除鄭錦滿外，其他收到電郵的參選人都被裁定提名無效。事件造成香港歷史上首次有立法會參選人因政治背景審查而被褫奪參選資格。
選舉管理委員會公布消息後引起參選人及市民不滿，候選人簡介會出現混亂需由警員維持秩序，會議多度被迫中斷。其後多名市民因於網上發表恐嚇選舉主任的言論被捕。
選舉完結後，受事件影響而被禁選的人士陸續提出選舉呈請，要求法庭重新審視2016年立法會選舉結果是否有效。
香港民族黨召集人陳浩天就選舉主任取消其參選2016年立法會選舉資格，向法庭提出選舉呈請。2018年2月13日，審理案件的區慶祥法官頒下判詞，判陳浩天選舉呈請敗訴。判辭確立了選舉主任有權按照參選人政治主張，判斷其是否擁護《基本法》，並以此為由取消其參選資格。陳表示對結果不感樂觀，批評法院站在內地一方，與香港的人權和自由對立，認為判決賦予選舉主任有權作政治篩選，指裁決將成案例。特區政府發聲明，歡迎原訟法庭的裁決。

## 審查選舉郵件內容
8月4日，公民黨的選舉宣傳單張因表明支持香港人自決前途而被拒絕寄出，到中環郵政總局抗議，反對政治審查。8月5日，郵政署以香港眾志羅冠聰的單張可能有違《基本法》為由，拒絕寄出原版印有「自決」字眼的單張，過濾版則獲批寄出。過濾版單張除以星星、月亮、太陽圖案代替「自主」等字眼外，亦警告讀者「正在閱讀一份受宇宙級政治審查的選舉郵件」。羅批評當局政治打壓，會考慮循法律途徑追究。8月12日，房署突然終止東九社關組陳澤滔的公共屋邨信箱投件許可，指陳的選舉文宣違反《基本法》。事件前陳已在三條公共屋邨投送文件。
以下是部分被禁單張稿件：
- 2016年立法會選舉東九龍關注組陳澤滔文宣（页面存档备份，存于）
- 2016年立法會選舉香港眾志羅冠聰文宣1a（页面存档备份，存于）
- 2016年立法會選舉香港眾志羅冠聰文宣1b（页面存档备份，存于）

## 選舉暴力及威嚇事件

### 梁天琦被中共黨報記者襲擊及滋擾
本土民主前線梁天琦於8月8日在Facebook發放一段短片，指被一輛車牌為UE3335的黑色私家車跟蹤近一個月。車上人士在影片中表明身份稱自己來自中國共產黨的報章集團。8月13日，梁天琦稱再度被車上男子近距離追攝，並不斷說出其家人資料、地址作挑釁。晚上，梁於港鐵太古站被同一人襲擊，混亂中眼鏡飛脫的梁曾被摔倒在地上，上衣被扯破。其後，有媒體證實該男子為《大公報》姓盧記者。警方公共關係科發言人稱，當日晚上11時48分接報有人打架，警員到場沒有發現，案件列作糾紛處理。
《大公報》及《文匯報》旗下的點新聞於翌日發文回應事件，姓盧男子亦在晚上到警署報案，指前晚在港鐵太古站被一名男子襲擊。8月15及16日，《大公報》連續兩天以頭版報道梁天琦背景，質疑梁天琦30萬元Audi房車的資金來源，亦到其中國大陸出生地翻查祖屋及先輩資料。本民前發言人黃台仰回應指該Audi車已10年齡且只以二手價3萬元買入，公眾可到運輸署查閱資料，指摘《大公報》無所不用其極抹黑和造謠。

### 周永勤安全受脅終止競選
8月25日，新界西4號候選人自由黨周永勤，於香港有線電視立法會選舉論壇《直選擂台2016》上宣布棄選。周永勤指為避免身邊支持自己的人「惹上較高層次的麻煩，或付上代價」，決定即時停止拉票，不再出席今後任何競舉相關活動，又在總結發言時為自身力量不足及辜負民眾期望而鞠躬致歉。論壇後，有線新聞記者追訪周永勤其棄選的真正原因，周失聲痛哭指不欲多談。
明報指，早於當日下午約2時，收到周永勤轉自別人的兩段錄音，分別說：「何律師嘅意思，8字牌還8字牌，我哋今日兩個身分，一個身分係市民，睇唔過眼周永勤同鄭松泰嘅政治抹黑，手法不良，同3個學運領袖判刑過輕，而何律師提出要求律政司上訴，而佢哋質疑何律師多管閒事，我哋發公義之聲，今晚會召集二三十人喺會場追擊周永勤，等佢開論壇都無心機為止，我哋今晚會咁做，所以一陣會畀啲牌標語.....睇下寫字樓嗰度幫手做。」以及：「我哋追擊完周永勤之後呢，就大隊著返晒何律師嘅背心，現場支持何律師、打氣，散會嘅時候就追擊周永勤，個做法就係咁喇」。
根據報導指《E周刊》曾經報導，由於新界西選情大混亂，有人為了力保第五席落入建制派手上，曾先後以官職及金錢利誘自由黨候選人周永勤棄選，確保選票能集中流向同屬建制派的何君堯。周永勤當時向《E周刊》證實，近日曾有人接觸他，聲稱以選舉一倍經費，利誘他棄選。但根據選舉相關條例，香港立法會選舉不設退選機制，合資格候選人在提名期結束後，不能退出選舉。
根據立法會 CB(2)126/00-01(06)號文件（页面存档备份，存于）
|  | 目的委員對現行立法會選舉候選人的退選機制和地方選區選舉的投票制度表示關注，本文件就此作出回應。候選人退選2. 根據《立法會條例》，在提名期結束後，任何獲有效提名的候選㆟均不能退選。唯一容許候選人退選的例外情況，是候選人去世或喪失獲提名的資格。3. 訂立這項規定是基於以下原因：若候選人可以在提名期結束後退選，獲有效提名的候選人名單可能在投票日前不斷更改，這不單會令選民產生混淆，並會影響選舉的實際安排，例如印製候選人簡介和選票等工作。現行安排亦能有效防止候選人在選舉中作出舞弊行為，透過向其他候選人提供利益，誘使他人退選。 |

9月7日，周於記者會中稱曾四度被北京人士及中央駐港機構人員威逼利誘，要求他停止選舉工程。商界朋友以金錢勸說他棄選。會面的人士為一間駐港機構，而且在港會面地點非常接近沙田明星海鮮舫。
9月14日，自由黨榮譽主席田北俊在商業電台節目透露，在周永勤聲稱被威嚇棄選前，已經有中聯辦官員接觸自己，叫他勸周永勤不要參選，並明確表明因為周參選會影響何君堯選情。

### 黃洋達及黃毓民被黑社會威嚇
8月28日晚上，熱血公民參選人黃洋達及普羅政治學苑參選人黃毓民，出席慈雲山盂蘭勝會時遭到黑社會恐嚇。當晚現場有建制人士及很多非海陸豐同鄉到場，目的不明。當黃洋達及黃毓民到達後，數十疑似黑社會人士一湧而上，恐嚇黃洋達不要繼續參選及拉票。惟在場的佔領禁制令律師陳曼琪等親民建聯人士，以及不少警察對騷動全無反應。黃認為該事件的目的是有人想以暴力干預選舉，嚇怕他的鄉里，同時表明自己「絕對不會退選」。

### 朱凱迪受死亡威脅接受警方保護
9月8日，新界西直選「票王」朱凱廸當選後表示暴力威脅嚴重惡化，受到死亡威脅，妻女需停工停學，危及性命和家人安全，決定前往灣仔警察總部報案。警方在朱凱廸暫住處所附近加強戒備，作24小時保護。各界聯署聲援朱凱廸，促請警方全力緝兇。

## 港府拒台灣政治人物來港
8月18日，青年新政誤傳出台灣國會第三大政黨時代力量將來港為其站台。同日，香港特區政府首次透過官方新聞公告，表明不歡迎台獨人士來港為政治組織站台。時代力量隨即澄清無計劃赴港，批評港府近年對內打壓言論、對外「拉起封鎖線」，如先後拒絕在護照上貼上「台灣國」貼紙的民眾入境，築起一道牆拒絕和所有民主社會持續交流。亦指台灣人認為台灣是主權國家的立場，「毋須香港政府置喙」，強調台灣是否獨立國家，並非由北京政府、以及香港政府決定。
8月23日，香江文化交流基金會原定25日在港舉辦「香江論壇」，主題是「兩岸僵局如何化解」，並邀請行政院大陸委員會諮詢委員范世平、民主進步黨籍立法委員郭正亮、將出任不當黨產處理委員會委員的國民黨前文傳會副主委兼發言人楊偉中和國策研究院資深顧問蘇進強參加。基金會主席江素惠下午受訪時證實，范世平、郭正亮和楊偉中將無法入境香港，只有蘇進強獲放行。

## 親中派涉以「掌心雷」操控選舉
親中派於今次選舉中不同選區，均被指控以掌心雷或其他方式，操控長者投票。
- 社總於是次選舉派出監察隊到不同護老中心，監察安老院操控長者投票的問題。《蘋果》發現，土瓜灣順恩護老中心向院內長者大派發民建聯「卡片掌心雷」，再派青年裝扮成親人帶到票站投票。有長者受訪時直認是在院舍職員要求下投票予民建聯候選人（九龍西：蔣麗芸／超區：李慧琼）。記者其後到順恩查詢，院長直認有教長者投票，大叫「係呀！我犯法呀！出去告我呀！」，又推撞及襲擊記者。[50]
- 有九龍東長者向《蘋果》投訴，指汕尾同鄉會要求長者提供個人資料和填報是否選民，然後逐一送贈價值70元的禮品包，提醒他們於投票日投票支持九東5號候選人謝偉俊和參選超區的802號民建聯李慧琼，更向他們提供寫上「5 802」數字，以防長者忘記。汕尾市同鄉總會截稿前未有回覆查詢；派發地點的職員則全程以「乜嘢都唔知」回應指控。[51][52]

## 港大表示不會在選舉日進行票站調查分析
9月1日，香港大學民意調查中心為抗議政府打擊配票不力，宣佈退出所有選舉日調查。鍾庭耀不滿有涉政黨背景的機構把票站調查用作「配票」，但政府沒有處理那些調查準確性成疑，卻可供傳媒參照使用，反而令港大作為學術機構調查備受質疑，認為這情況相當於「劣幣驅逐良幣」。鍾又回應兩大傳媒不再公布港大民調，是社會分化之下為民調添上罪名。

## 多名泛民候選人退選
9月2日，多名泛民候選人宣佈停止選舉工程，包括工黨胡穗珊、公民黨陳琬琛、民協何啟明、傘下爸媽徐子見及公專聯司馬文。而出戰新界西的前新民黨成員張慧晶，亦宣布停止選舉工程並呼籲支持者轉投公民黨或街工。9月3日，超區泛民候選人新民主同盟關永業亦宣佈停止選舉工程。

## 資訊科技界功能組別種票事件
2017年4月，廉政公署拘捕72人，當中包括學生、廚師及家庭主婦。他們被指缺乏相關學歷及資訊科技界的工作經驗，卻為了金錢報酬而登記成為資訊科技界功能界別的選民。2019年9月廉政公署正式起訴其中17人。
廉政公署調查此案期間，揭發選舉管理委員會遺失選民登記冊，兩年來更一直沒有通報及公開事件。選舉管理委員會經調查後仍無法確定如何、何時遺失登記冊。

## 選票及票站醜聞

### 投票日大量警力駐守票站
8月22日，警方考慮到激進本土派人士有可能發起示威，並為確保各區投票順利，安排在現有正常編制上，加上五大總區應變大隊，約二千五百名警員當日在各區候命，以防有暴力騷亂，而每個票站一帶都會有至少兩名警員駐守。此外，逾千名機動部隊成員也連續兩天進行密集演練，並測試應急對策。

### 票站人員選前將選票帶回家保管
8月29日，傳媒人陳雲海揭發，選舉主任在選舉日前將選票帶回家中，傳真社及明報跟進報導，發現選票於分發後放在行李喼中，部分行李沒有上鎖，事後選委會報警指記者擅闖分票中心。

### 選民投訴超級區議會投票權「被消失」
9月4日，立法會選舉投票進行了約一半時間，跨黨派的多名候選人及地區幹事均指，有選民投票後投訴稱只獲一張選票，區議會（第二）功能界別、即俗稱超級區議會界別的選票「被消失」。

### 大量監票員被取消監票資格
9月4日，公民黨委22個監察投票代理人，突被指無紀錄遭拒監察。熱普城團隊同樣出現同類情況。

### 投票日多個票站出現問題
| 選區   | 地區   | 票站編號 | 票站名稱                        | 涉及事件                                 |
| ------ | ------ | -------- | ------------------------------- | ---------------------------------------- |
| 新界西 | 東涌   | T0301    | 香港教育工作者聯會黃楚標學校    | 接受選民以身分證影印本投票               |
| 新界東 | 沙頭角 | N1604    | 沙頭角中心小學                  | 投票期間停電                             |
| 新界東 | 沙頭角 | N1602    | International College Hong Kong | 投票期間停電                             |
| 香港島 | 太古   | C0101    | 東區少年警訊會所                | 法定投票時間完結後，仍有大批市民輪候投票 |
| 香港島 | 薄扶林 | A0901    | 維多利亞（寶翠園）幼稚園        | 法定投票時間完結後，仍有大批市民輪候投票 |
| 九龍東 | 藍田   | J2601    | 藍田（西區）社區中心            | 法定投票時間完結後，仍有大批市民輪候投票 |
| 新界東 | 大埔   | P1001    | 香港教師會李興貴中學            | 選票數目比總投票人數多                   |
| 新界東 | 大埔   | P1101    | 運頭塘鄰里社區中心              | 選票數目比總投票人數多                   |
| 新界東 | 將軍澳 | Q2401    | 尚德社區會堂                    | 選票數目比總投票人數多                   |
| 新界西 | 荃灣   | K1301    | 中華基督教會基慧小學（馬灣）    | 選票數目比總投票人數多                   |
| 新界西 | 荃灣   | K1001    | 深井天主教小學                  | 選票數目比總投票人數多                   |
| 九龍西 | 尖沙咀 | E0201    | 九龍公園體育館                  | 票站主任拒絕公開點票結果                 |

## 體育、演藝、文化及出版界選民於正式選民登記冊刊憲後被褫奪投票權
7月16日，選委會發表《二○一六年正式選民登記冊》及刊憲。8月12日，藝發局更新團體名單，十多個藝團因被剔出名單而失去投票資格。8月13日，選舉登記主任發出「2016年立法會選舉喪失投票的資格」信件，指藝術家張嘉莉所屬團體不再是根據《香港藝術發展局條例》的有效憲報公告內的指明團體，除非該團體能在本月22日前提出仍符合選民資格證明，否則將喪失投票資格。張所屬的團體為「時差」，在2011年獲藝發局資助，上屆亦是選民，張於5月2日選民登記截止前向選舉事務處查詢其選民登記是否仍有效，當時得到處方確認，及至上周六收到選舉登記主任的信件，才知道喪失資格。
但由端傳媒揭發的同類事件，選舉事務則回覆道：「那也沒辦法，現在選民登記冊已經出了。我們只能夠寫封信，叫他不要投票，因為一旦他投了，而不是那個選區的居民，就可能犯法。」
選舉事務處書面回覆：
|  | 本處在完成編製2016年的臨時選民登記冊後才完成你的申請。根據現行法例，選舉登記主任在改正臨時選民登記冊內的記項前，須先取得審裁官的批准，並以郵遞方式把有關結果通知申請人，選舉登記主任現已獲得審裁官的批准，並會將你的姓名和最新提供的主要住址載刊在2016年正式選民登記冊內。 |

## 註腳
1. ↑  影片中跟蹤者自稱是「阿爺嘅、報紙嘅」，而「阿爺」乃香港親共人士對中共中央的稱呼。